# 監査等委員会設置会社
監査等委員会設置会社（かんさとういいんかいせっちがいしゃ）とは、2015年（平成27年）5月1日施行の平成26年会社法改正により新たに導入された株式会社の機関設計であり、監査役会に代わって過半数の社外取締役を含む取締役3名以上で構成される監査等委員会が、取締役の職務執行の組織的監査を担うというもの。監査役会設置会社と指名委員会等設置会社の中間的性格を帯びた第三の会社形態として、上場会社の間で急速に広まりつつある。
- 会社法について以下では、条数のみ記載する。

## 導入の経緯
2003年（平成15年）制定の株式会社の監査等に関する商法の特例に関する法律（のち会社法）によって、アメリカ合衆国の制度を参考とした指名委員会等設置会社（当時の名称は「委員会設置会社」）制度が導入された。従前の監査役会設置会社に比して、迅速な意思決定及び業務執行機能（執行役）と監督機能（取締役会）の分離を図ったものである。しかしながら、この機関設計によると、三委員会（指名委員会・監査委員会・報酬委員会）のそれぞれが過半数の社外取締役で構成されなければならず、実務上は相当数の社外役員が要求される、機関構成の膨らみやすい制度であり、とりわけ日本の硬直した経営者市場下においては社外役員の確保に苦慮しがちであり、導入から10年以上が経過しても指名委員会等設置会社へ移行した企業はわずか68社に留まっていた。この他にも、人事や報酬の決定権を社外役員に掌握されることへの抵抗感が強いことが、普及を妨げる大きな理由として挙げられていた。
かねてよりこの三委員会をめぐって、経済界からはより柔軟な機関設計を可能とする要請もあり、社外取締役の活用を推進してコーポレート・ガバナンスを強化する観点から、2014年（平成26年）に会社法が改正され、監査等委員会設置会社制度が導入された。なお、本制度との区分のため、従来の委員会設置会社という名称は「指名委員会等設置会社」に改められた。

## 法規定
監査等委員会設置会社では、取締役会の中に監査等委員会が置かれる。一方で監査役（監査役会）を設置することはできない（327条4項）。また常に会計監査人の設置が必要である（327条5項）。

### 取締役会
監査等委員会設置会社においては、取締役会の中に監査等委員会を設置しなければならない。監査等委員会は3名以上の監査等委員である取締役で構成され、その過半数は社外取締役でなければならない（331条6項）。
監査等委員会設置会社における取締役会の権限は通常の取締役会に類似するが、取締役の過半数が社外取締役である場合には、399条の13第5項各号に定める事項を除き重要な業務執行の決定を取締役に委任することができる。これは指名委員会等設置会社に類似する、意思決定の迅速性を重視したものである。社外取締役が過半数に満たない場合であっても、定款に定めれば取締役会決議によって同等の効果を発揮することが可能となる（399条の13第6項）。重要な業務執行の決定を取締役に委任しない場合においては、監査役会設置会社と同様に特別取締役による議決の制度が存在する（373条）。
取締役の任期は、後述する監査等委員である取締役を除き、選任後1年以内に終了する事業年度のうち最終のものに関する定時株主総会の終結の時までとなる（332条3項）。この点は指名委員会等設置会社に類似する。

#### 監査等委員会
監査等委員会は各監査等委員が招集する（399条の8）。招集通知は一週間（これを下回る期間を定款で定めた場合はその期間）前までに発するが、監査等委員全員の同意によって招集通知は不要となる。必要に応じて取締役や会計参与に出席を要求することもできる（399条の9）。
決議は議決に加わることができる監査等委員の過半数が出席し、その過半数をもって行う（399条の10）。当該決議に特別の利害関係を有する監査等委員は議決に加わることができない点（399条の10第2項）、及び定足数が存在する点は取締役会に類似する（ただし定足数は加重不可であり取締役会とは異なる）。その他は監査役会と同様の規定が置かれている。決議要件を加重することができない点、みなし決議制度が存在しない点も監査役会と同様である。
監査等委員会（監査等委員）は、次に掲げる職務を行う（399条の2第3項）。
- 取締役・会計参与及び支配人その他の使用人の職務執行の監査及び監査報告の作成。
  - 業務及び財産の状況の調査（399条の3）。
  - 取締役不正の取締役会への報告（399条の4）。
  - 株主総会提出議案の瑕疵の株主総会への報告（399条の5）。
- 株主総会に提出する会計監査人の選任及び解任並びに会計監査人を再任しないことに関する議案の内容の決定。
- 監査等委員以外の取締役に関する以下の事項についての、監査等委員会の意見の決定。
  - 株主総会における取締役選任等についての意見。監査等委員である取締役については「各監査等委員」が、それ以外の取締役については「監査等委員会が選定する監査等委員」が、それぞれ選任・解任・辞任についての意見陳述権を有する（342条の2）。監査役と類似。
  - 株主総会における取締役の報酬等についての意見。監査等委員である取締役については「各監査等委員」が、それ以外の取締役については「監査等委員会が選定する監査等委員」が、それぞれ報酬等についての意見陳述権を有する（361条）。監査役と類似。

監査等委員会は以下の権限を持つ。
- 取締役が株主総会に提出する監査等委員である取締役の選任に関する議案についての同意権（344条の2第1項）。
- 監査等委員である取締役の選任を株主総会の目的とすること、又はそれに関する議案を株主総会に提出することの請求権（344条の2第2項）。
- 会計監査人の解任権（340条）。当該解任は、監査等委員全員の同意によって行わなければならず、監査等委員会が選定した監査等委員は、その旨及び解任の理由を解任後最初に招集される株主総会に報告しなければならない（340条2項3項5項）。
- 会計監査人の報酬等に関して同意する権限をもつ（399条）。
- 監査等委員以外の取締役の利益相反取引（356条1項2号3号）の事前承認。当該承認を受けた利益相反取引は、当該会社に損害が生じた場合、当該取締役の任務懈怠の推定が排除される（423条4項）。監査等委員会設置会社特有の規定である。
- 株主総会決議による取締役の責任の一部免除への同意権。当該議案の提出にあたり「各監査等委員の」同意を得なければならない（425条3項2号）。
- 定款による「監査等委員以外の取締役」の責任の一部免除への同意権。株主総会への定款変更議案の提出、取締役会への当該議案の提出ないし取締役の同意を得るにあたり「各監査等委員の」同意を得なければならない（426条2項、425条3項2号）。
- 責任限定契約による取締役の責任の一部免除への同意権。株主総会への定款変更議案の提出にあたり「各監査等委員の」同意を得なければならない（427条3項、425条3項2号）。

### 監査等委員である取締役
監査等委員会設置会社においては、監査等委員である取締役はその他の取締役と体系的に区別されている。具体的には、役員選任権付種類株式（108条1項9号）・選任（329条）・累積投票制度（342条）・株主総会で定める報酬等（361条）などにおいて両者は区別される。
資格制限
「当該会社又はその子会社」の業務執行取締役・支配人その他使用人、「当該会社又はその子会社」の会計参与を兼任することはできない（331条3項、333条3項1号）。また、当該会社の子会社の執行役を兼任することもできない（331条3項）
選任・解任
株主総会による。監査等委員以外の取締役とは区別して選任する（329条2項）。また解任にあたっては監査役と同様に、株主総会の特別決議が要求されている（309条2項7号）。
任期
選任後2年以内に終了する事業年度のうち最終のものに関する定時株主総会の終結の時まで（332条）。監査役会設置会社の取締役と同様であるが、監査等委員以外の取締役の任期は1年であり、また監査等委員の任期は短縮ができない（332条4項）点、監査役と同様に独立性の趣旨を踏まえたものといえる。
権限
- 当該会社に対し、①費用の前払の請求・②支出をした費用及びその支出日以降の利息の償還の請求・③負担した債務の弁済（担保の提供）の請求を行うことができる。当該会社は委員の職務執行に必要でないことを証明しない限り、これを拒むことができない（399条の2第4項）。
- 株主総会の招集権者の定めがある場合であっても、「監査等委員会が選定する監査等委員」は、取締役会を招集することができる（399条の14）。

### 監査等委員会設置会社への移行
委員会非設置会社は定款を変更して監査等委員会設置会社となることができる（915条1項・911条3項22号参照）。この場合、監査役・監査役会を置いている場合、廃止しなければならず（327条4項）、監査役は任期満了により退任する（336条4項2号）。また、取締役会を置いていない場合、取締役会設置会社となり（327条1項3号）、会計監査人を置いていない場合、会計監査人設置会社となる（327条5項）。なお、監査等委員会設置会社となった場合、従前の取締役及び会計参与は任期満了により退任する（332条7項1号・334条1項）。会計監査人は退任しないので注意が必要である。なお、特例有限会社には委員会を置くことができない（整備法17条1項）。
監査等委員会設置会社の定めの新設は定款変更であるから、株主総会の特別決議によらなければならない（309条2項11号・466条）。
登記事項は以下の通りである（911条3項22号）。
- 監査等委員会設置会社である旨
- 監査等委員である取締役及びそれ以外の取締役の氏名
- 取締役のうち社外取締役であるものについて、社外取締役である旨
- 重要な業務執行の決定の取締役への委任についての定款の定め（399条の13第6項）があるときは、その旨

## 採用の利点と欠点
監査役会設置会社と対比した場合、監査等委員会設置会社には以下の利点が挙げられる。
- 監査役の任期が4年であるのに対し、監査等委員である取締役の任期は2年であるため、より柔軟な改選が可能となる。
- 従来取締役会で議決権を行使できなかった社外役員（社外監査役）が、取締役会で議決権を行使できるようになり、ガバナンス強化に資する。
- 業務執行に関する迅速な意思決定ができるようになる。
- 従来の社外監査役を横滑りで監査等委員の社外取締役とすることは禁じられていないため、これにより成立要件を簡単に満たすことができる。
- コーポレートガバナンス・コードの要求を満たすにあたり、社外役員数が2名少なくて済む（後述）。
- 株主総会における「社外取締役を置くことが相当でない理由」の説明が不要になる（後述）。

一方、以下の欠点も挙げられる。
- 社外取締役の確保が困難な可能性がある。社外取締役は社外監査役よりも求められる責任が重く、社外監査役が横滑り就任を承服しない可能性があるからである。
- 社外監査役には従来、監査に特化した専門知識を有する者が就くことが期待されており、弁護士や公認会計士などが選ばれるケースも多かった。社外取締役には必ずしも監査に関する専門知識だけが要求されるわけではなく、こうした高度な資格を有する者が選ばれにくくなる。

## 批判
- 指名委員会等設置会社と異なり執行役が存在せず、業務執行機能と監督機能の分離がない。従来の監査役会が監査等委員会に取って代わり、監査等委員である取締役が取締役会で議決権を行使することは、自己監査につながる。従前の監査役会設置会社よりも監査機能が低下するという指摘もある[5]。ただし、自己監査の問題は監査委員である取締役が取締役会に参加する指名委員会等設置会社においても共通する問題である。また代表執行役や執行役が取締役を兼務する指名委員会等設置会社も2018年現在において少なくない。
- 従来の監査役会設置会社とは異なり、常勤の監査役の設置が義務付けられていないこと、および監査等委員は独任制でなく監査等委員会の決定に従わなければならないことも問題視されている[6]。なお指名委員会等設置会社も共通の問題を抱えている。
- アメリカでは三委員会の機関構成が当たり前であり、人事及び報酬への社外役員の関与を避けるような本制度は見劣りするものである。指名委員会及び報酬委員会を伴わない本制度はコーポレート・ガバナンス上問題があるとして、監査等委員会設置会社への移行に海外の機関投資家が反対するケースが見受けられる[7]。ただし、監査等委員会設置会社および監査役会設置会社では任意に諮問機関として指名委員会や報酬委員会、両方の機能を合わせた指名・報酬委員会の設置が可能である。
- グローバル化の潮流で社外取締役の導入を推進しているにもかかわらず、結果として日本独自のガラパゴス制度が出来上がっているとも言われている[8]。
- 前述のとおり、監査等委員会設置会社のみ利益相反取引について有利な取り扱いがなされている。しかし、これは政策的なものであって、特に理論的な根拠はないと考えられている[9]。

## 採用状況
2015年（平成27年）5月の導入以降、監査等委員会設置会社へ移行した企業は地域を問わず急増している。2か月後の7月時点で早くも190社程度が移行を表明、2016年（平成28年）6月末の株主総会シーズン後には600社前後に達した。これは上場会社全体の約2割に相当する規模である。
ここまで急速に本制度が広まった最大の理由は、改正会社法が施行された1か月後の2015年（平成27年）6月1日に運用開始された東京証券取引所の企業統治指針（コーポレートガバナンス・コード）である。「原則4-8. 独立社外取締役の有効な活用」にて、以下のような定めがある。
東証は本指針運用開始後最初に開催する定例株主総会の日から6か月を経過する日（多くの場合12月末となる）までに「コーポレート・ガバナンスに関する報告書」の提出を求め、当該原則を実施しない場合にその理由を記載しなければならないとした。更に改正会社法は、有価証券報告書提出会社が社外取締役を置いていない場合に、置くことが相当でない理由を定時株主総会で説明する義務を取締役に課した（327条の2）。コーポレートガバナンス・コードはあくまで要請にすぎないものであるが、法規定の上においても、社外取締役を設置するか設置しない理由を株主に対して説明するか、のどちらかを講ずる必要が生じたのである。監査役会設置会社においては従来より社外監査役を最低2名設置する必要があり、監査等委員会設置会社への移行と同時にこれらを横滑りで社外取締役とすれば、コーポレートガバナンス・コードを形式上満たすことができる。前述の通り、監査役会設置会社よりも社外役員数が少なく済む監査等委員会設置会社は公開大会社にとってメリットが大きいのである。